# Wahliya
Wahliya era una ciutat de la regió de Biblos que van dominar els apiru del Regne d'Amurru dirigits per Abdi-Asirta i després pel seu fill Pu-Bahlu.
Un germà de Pu-Bahlu, Aziru, la va incorporar vers el 1330 aC al regne d'Amurru vassall dels hitites. Aziru va escriure a Subiluliuma I i es va declarar el seu vassall. El rei hitita diu: "Aziru, rei de la terra d'Amurru, a les portes del territori egipci, es va convertir en vassall del "Sol meu", rei d'Hatti. I el gran rei, "Sol meu", se'n va alegrar molt. I Aziru també. Perquè Aziru va venir a agenollar-se als peus del "Sol meu" des de la porta del país egipci, i el "Sol meu", gran rei, va aixecar a Aziru i el va elevar a rei entre els seus germans". Probablement cal interpretar aquesta cita com que un dels germans es va sotmetre als hitites i va ser proclamat rei d'Amurru pel rei hitita (regne que va néixer així formalment). Si els altres germans ho van acceptar de bon grau o no, no es coneix, però per aquell temps Aziru ja s'havia convertit en la principal figura entre els germans.